# جوزپه رافائله
جوزپه رافائله (انگلیسی: Giuseppe Raffaele؛ زادهٔ ۵ دسامبر ۱۹۷۵) بازیکن فوتبال است.